# Pachyophis woodwardi
Il pachiofide (Pachyophis woodwardi) è un serpente estinto, vissuto all'inizio del Cretaceo superiore (circa 95 milioni di anni fa). I suoi resti fossili sono stati ritrovati in Bosnia ed Erzegovina.

## Descrizione
Lungo circa sessanta centimetri, questo rettile è considerato uno dei più antichi serpenti noti. Come molti altri serpenti cretacei, anche il pachiofide era dotato di vertebre e costole insolitamente ispessite (fenomeno noto come pachiostosi); in particolare, le costole erano così spesse da formare una sorta di “muro” quasi continuo. Il corpo, in generale, era appiattito lateralmente in modo simile ad altri serpenti dell'epoca, come Eupodophis.

## Classificazione
Descritto per la prima volta da Franz Nopcsa nel 1923, questo serpente fossile è noto solo per uno scheletro incompleto proveniente da una cava nei pressi di Bileća, in Bosnia Erzegovina. Il reperto, in ogni caso, mostra somiglianze con i serpenti primitivi come Eupodophis e Pachyrhachis; dal momento che queste forme erano dotate di zampe posteriori, alcuni studiosi hanno ritenuto che anche il pachiofide ne avesse un paio, ma il fossile incompleto non mostra la regione del bacino. Questo serpente è considerato il più vicino parente del meglio noto Pachyrhachis, ed è stata istituita una famiglia per accogliere queste due forme dalle vertebre particolarmente ispessite, i Pachyophiidae.

## Stile di vita
Probabilmente questo animale era semiacquatico: ciò sarebbe provato dall'ispessimento delle ossa, una caratteristica che, nei vertebrati superiori, è solitamente sinonimo di abitudini acquatiche. Il corpo, appesantito dalle ossa, era maggiormente in grado di rimanere sott'acqua. Il pachiofide (il cui nome significa “serpente spesso”) era probabilmente un predatore di piccoli animali acquatici.